# Aloys van de Vyvere
Aloys van de Vyvere (1871 — 1961) foi um político da Bélgica. Ocupou o lugar de primeiro-ministro da Bélgica de 13 de Maio de 1925 a 17 de Junho de 1925.